# Закон про забезпечення державного суверенітету України над тимчасово окупованими територіями в Донецькій та Луганській областях
Закон України «Про особливості державної політики із забезпечення державного суверенітету України над тимчасово окупованими територіями в Донецькій та Луганській областях» — закон, що визначав державну політику України щодо тимчасово окупованих територій у Донецькій та Луганській областях. У ЗМІ відомий як Закон про реінтеграцію або деокупацію Донбасу.
Ухвалений 18 січня 2018 року 280-ма голосами народних депутатів, підписаний Президентом 20 лютого 2018 року. Набрав чинності 24 лютого 2018 року.
Після російського вторгнення в Україну був прийнятий Закон «Про внесення змін до деяких законів України щодо регулювання правового режиму на тимчасово окупованій території України», яким Закон «Про особливості державної політики…» втратив чинність із 7 травня 2022 року.
Водночас, залишається чинним Закон України «Про забезпечення прав і свобод громадян та правовий режим на тимчасово окупованій території України».

## Історія прийняття
Закон перебував у Верховній Раді з жовтня 2017 року. Під час розгляду в першому читанні в залі парламенту була кинута димова шашка. 16 січня 2018 під стінами парламенту відбулися сутички з активістами, що вимагали ухвалити законопроєкт.
Ухвалений 18 січня 2018 року 280-ма голосами народних депутатів.
19 січня 2018 року депутати від «Опозиційного блоку» зареєстрували у Верховній Раді проєкт постанови про скасування рішення парламенту про ухвалення в цілому проєкту закону (Юрій Бойко, Олександр Вілкул, Михайло Папієв). Таким чином, законопроєкт не міг бути переданий на підписання до наступного пленарного засідання. 6 лютого ця постанова не була підтримана й було відкрито шлях до подальшого оформлення нормативно-правового акта.
Закон був підписаний Президентом Петром Порошенком 20 лютого 2018 року.
23 лютого 2018 року опублікований в офіційному виданні Верховної Ради України «Голос України» (№ 37) і набрав чинності наступного дня.

## Основні положення
Закон складається з великої преамбули, десяти статей та прикінцевих і перехідних положень.
Преамбула містить посилання на Статут Організації Об'єднаних Націй, Заключний акт Наради з безпеки та співробітництва в Європі від 1 серпня 1975 року, Резолюцію 3314 (XXIX) Генеральної Асамблеї ООН «Визначення агресії» від 14 грудня 1974 року, Резолюції Генеральної Асамблеї ООН «Про територіальну цілісність України» № 68/262 від 27 березня 2014 року та «Стан справ у сфері прав людини в Автономній Республіці Крим та місті Севастополі (Україна)» № 71/205 від 19 грудня 2016 року, Гаазьку конвенцію про закони і звичаї війни на суходолі, Женевські конвенції та деякі інші документи.
Цілями державної політики із забезпечення державного суверенітету України на тимчасово окупованих територіях у Донецькій та Луганській областях є:
1. звільнення тимчасово окупованих територій у Донецькій та Луганській областях та відновлення на цих територіях конституційного ладу;
2. захист прав, свобод і законних інтересів фізичних та юридичних осіб;
3. забезпечення незалежності, єдності та територіальної цілісності України.

Документ визнає Росію агресором і окупантом. Дії РФ на території Донецької і Луганської областей у тексті закону названі «збройною агресією Російської Федерації».
Наголошується, що тимчасова окупація Російською Федерацією території України незалежно від її тривалості є незаконною і не створює для РФ жодних територіальних прав.
Україна визнаватиме лише два документи, які видаються на окупованій території: свідоцтва про народження і смерть.
Відповідальність за моральну та матеріальну шкоду, завдану Україні та її громадянам покладається на Російську Федерацію. Особи, що брали участь у збройній агресії чи окупаційній адміністрації РФ, несуть кримінальну відповідальність.
За громадянами України зберігається право власності на окупованих територіях.
У законі окрема увага приділяється запровадженню воєнного стану. У випадку введення воєнного стану координацію і контроль на окупованій території Донецької і Луганській областях областей здійснює Об'єднаний оперативний штаб ЗСУ за керівництва Генштабу. До ухвалення закону АТЦ координувала СБУ. Відповідно до закону, замість штабу антитерористичної операції для стримування і відсічі російської агресії на Донбасі буде створений об'єднаний оперативний штаб Збройних сил. Штаб Збройних сил здійснюватиме безпосереднє керівництво силами і засобами ЗСУ, окремих військових формувань, МВС, Нацполіції та Державної служби з надзвичайних ситуацій, які буде залучено до заходів оборони.
Антитерористичну операцію може бути завершено у зв'язку із введенням воєнного чи надзвичайного стану або із початком здійснення заходів із забезпечення національної безпеки і оборони, відсічі і стримування збройної агресії Російської Федерації.
Верховна Рада дає свою згоду на рішення президента України про використання Збройних сил та інших військових формувань для стримування і протидії російській агресії. Також дається згода парламенту на застосування військ для забезпечення державного суверенітету над тимчасово окупованими територіями.
В остаточній версії Закону прибрали згадку про Мінські угоди, натомість наголошується на дії Закону «Про забезпечення прав і свобод громадян та правовий режим на тимчасово окупованій території України». Тобто, цей закон «з урахуванням необхідних змін» поширює дію Закону про окуповані території (крім норм про порядок в'їзду і виїзду та про територіальну підсудність судових справ) на непідконтрольну Україні частину територій Донецької і Луганської областей.
Комітет Верховної Ради рекомендував включити в Закон положення про скасування Закону про ВЕЗ «Крим». Проте згадка про Крим була виключена в остаточній редакції закону, хоча датою початку окупації названо 20 лютого 2014 року, перший день військової агресії РФ у Криму.

## Реакція
19 січня 2018 року, у зв'язку з прийняттям парламентом закону, Президент Росії Володимир Путін скликав Раду безпеки РФ. Учасники наради заявили, що закон може «найбільш негативним чином вплинути на перспективи „внутрішньо українського“ врегулювання». Прес-секретар президента РФ Дмитро Пєсков заявив, що в Кремлі не згодні з законом про реінтеграцію Донбасу, в якому Росія названа країною-агресором, і вважають, що цей закон віддаляє перспективи врегулювання конфлікту.
 Віце-спікер Верховної Ради Ірина Геращенко через декілька годин після російської заяви опублікувала допис, у якому зазначила, що закон фіксує реальність — окупацію, і направлений на вирішення низки гуманітарних питань та не вибивається з логіки мирного врегулювання ситуації на Донбасі. Розмови про те, що закон перекреслює мінські домовленості вона назвала «спробами перекласти з хворої голови на здорову».
 Харківська правозахисна група зазначила, що закон не містить чітких інструкцій для забезпечення прав людини у зоні конфлікту. Зокрема, хоча Росія і покладена відповідальною за матеріальні збитки, механізмів примусу щодо їх відшкодування не існує.
 23 лютого 2018 року, у день публікації закону в друкованому виданні Верховної Ради, фракції Держдуми РФ виступили із заявою, в якій охарактризували закон як «пройнятий ненавистю».